# جایزه بزرگ ایتالیا ۱۹۵۵
جایزه بزرگ ایتالیا ۱۹۵۵ (انگلیسی: ‎1955 Italian Grand Prix‎) یک مسابقهٔ موتوری در رشتهٔ اتومبیل‌رانی فرمول یک بود که در تاریخ ۱۱ سپتامبر ۱۹۵۵ در پیست ناتزیوناله مونتزا واقع در مونتزا، ایتالیا برگزار شد. این گراند پری در میان ۷ گراند پری در فصل ۱۹۵۵، مسابقهٔ شمارهٔ ۷ بود.
در این مسابقه که در ۵۰ دور و به مسافت ۵۰۰٫۰۲۳ کیلومتر (۳۱۰٫۷۰۰ مایل) برگزار شد، پول پوزیشن توسط خوان مانوئل فانخیو کسب شد و سریع‌ترین زمان برای طی یک دور پیست که برابر با ۲:۴۶٫۹ بود نیز توسط استیرلینگ ماس به ثبت رسید.
خوان مانوئل فانخیو از تیم مرسدس، پیرو تاروفی از تیم مرسدس و یوجینیو کستلوتی از تیم فراری به‌ترتیب مقام‌های اول تا سوم مسابقه را کسب کردند.

## رده‌بندی قهرمانی پس از مسابقه
| رده‌بندی قهرمانی رانندگان \| \| جایگاه \| راننده \| امتیاز \| \| -------- \| ------ \| ------------------ \| ------- \| \| \| ۱ \| خوان مانوئل فانخیو \| ۴۰ (۴۱) \| \| \| ۲ \| استیرلینگ ماس \| ۲۳ \| \| ۳ \| ۳ \| یوجینیو کستلوتی \| ۱۲ \| \| ۱ \| ۴ \| ماریس ترینتیگنانت \| ۱۱۱⁄۳ \| \| ۱ \| ۵ \| نینو فارینا \| ۱۰۱⁄۳ \| \| منبع:[۱] \| \| \| \| |        |                    |         |
| | جایگاه | راننده             | امتیاز  |
| | ۱      | خوان مانوئل فانخیو | ۴۰ (۴۱) |
| | ۲      | استیرلینگ ماس      | ۲۳      |
| ۳ | ۳      | یوجینیو کستلوتی    | ۱۲      |
| ۱ | ۴      | ماریس ترینتیگنانت  | ۱۱۱⁄۳   |
| ۱ | ۵      | نینو فارینا        | ۱۰۱⁄۳   |
| منبع: |        |                    |         |

یادداشت
- تنها پنج جایگاه نخست از هر رده‌بندی نمایش داده شده‌است.